# Os Deuses Estão Sedentos
Brasil: Os deuses estão sedentes / Portugal: Os deuses têm sede (Les dieux ont soif) é um romance de Anatole France publicado em 1912. Em 1950, este romance foi incluído na lista do Grande Prémio dos Melhores Romances do meio século. No seu prefácio à edição da Gallimard Marie-Claire Bancquart escreveu:
«Os deuses estão sedentos, romance do Terror, desde o seu nascimento até ao seu fim com a reacção Termidoriana, é um dos mais belos  romances históricos que foram escritos sobre esta época»

## Resumo
História da ascensão infernal do jovem pintor parisiense Évariste Gamelin recrutado na seção de seu bairro de Pont-Neuf, "Os deuses estão sedentos" descreve os anos sombrios do Terror em Paris, entre os anos II e III. Ferozmente jacobino, fiel entre os fiéis de Marat e Robespierre, Évariste Gamelin acabará por ser nomeado jurado do Tribunal Revolucionário.
A longa e implacável sucessão de processos diários cada vez mais expeditos (pela lei de prairial em particular) leva este idealista a uma loucura que o irá afastar dos seus mais próximos e o precipitarão na sua própria ruína na sequência da do seu ídolo, Robespierre, no rescaldo do 9 Termidor. O seu amor com Élodie, filha de Jean Blaise, negociante de estampas impressas, acentuará o aspecto paradoxal do crescimento de uma crueldade inspirada por ideias políticas "a priori" generosas desse pobre rapaz sempre disposto à bondade senão mesmo à fraqueza.
Justificando esta dança da guilhotina com a luta contra o plano para anular as conquistas da Revolução, no meio da agitação revolucionária que atravessa Paris, sempre ávido de justiça, Gamelin acaba por trair os seus próprios princípios, votando pela morte do "aqui presente" Jacques Maubel, que ele tem por seu rival. Elodie, que antes de Evariste, havia acedido a “um rapaz bonito, um pequeno empregado do procurador" (que se tornou no dragão militar Henry, revolucionário por oportunismo, outro personagem do romance), contou-lhe que tinha sido seduzida por um jovem aristocrata, e por meras presunções, Gamelin convenceu-se que se tratava de Maubel.
Ele próprio acaba sendo “colocado sobre o estrado que ele tinha visto tantas vezes repleto de acusados, onde estiveram sentados, por sua vez, tantas vítimas ilustres ou obscuras” e guilhotinado. Morre no meio de insultos do povo lamentando ter sido demasiado fraco...

## Análise
A profissão de pintor de Gamelin também reflecte o tema do livro. A sua melhor obra é uma representação de Orestes e Electra, em que Orestes se assemelha a um auto-retrato do artista; Gamelin, como Orestes, é capaz de matar a sua própria família. Élodie vem mais tarde a ser identificada com Electra – embora, na sua relação com Gamelin, em que ela o ama primeiro pela sua misericórdia e depois pela sua violência, e fica com um amante menos radical após ele morrer, também representa uma França.
A personagem Maurice Brotteaux é muito interessante. Sem ser reaccionário, este antigo nobre percebe os problemas enfrentados pela revolução neste período e verifica que estas acusações são injustificadas. Podemos pensar que esta personagem representa o ponto de vista do autor.
O título, Os deuses estão sedentos, foi retirado da última edição de Le Vieux Cordelier de Camille Desmoulins que criticou os Jacobinos; essa frase, por sua vez, foi supostamente tirada de explicação asteca da necessidade de  sacrifício humano.